# 伊歐墨
伊歐墨（Éomer）是英國作家托爾金奇幻小說的角色。他出現在《魔戒二部曲：双塔奇兵》及《魔戒三部曲：王者归来》裡。

## 生平
伊歐墨是希優德溫（Théodwyn）及驃騎王伊歐蒙德（Éomund）的兒子，伊歐墨的妹妹是伊歐玟。伊歐墨的雙親去世後，叔叔希優頓納兄妹二人為兒女。
伊歐墨是驃騎第三元帥，是強大的人類領袖。其配劍名為古絲溫。俘虜梅里及皮聘的那支強獸人部隊在法貢森林附近紮營，被伊歐墨率領的驃騎全殲。他們並沒有發現梅里和皮聘，梅里和皮聘在戰亂中逃走了。後來，伊歐墨在洛汗平原遇見亞拉岡、金靂和勒苟拉斯，將兩匹馬借給他們。
伊歐墨返回伊多拉斯，向希優頓報告。此時，希優頓已被巧言迷惑，將伊歐墨拘禁。
在希優頓擺脫了薩魯曼的束縛後，伊歐墨隨即被釋放。伊歐墨隨軍出戰聖盔谷之戰。洛汗軍隊陷入苦戰，甘道夫及鄂肯布蘭德聚集因艾辛河渡口潰散的將士增援。半獸人猝不及防，驚惶地慘敗，殘兵逃進野樹人組成的森林，亦被殲滅。登蘭德人只好投降。
伊歐墨與希優頓、亞拉岡、甘道夫來到艾辛格，他們與被困的薩魯曼對質。伊歐墨又隨希優頓參與帕蘭諾平原戰役。
希優頓在此役受到致命的傷害，他授意伊歐墨作為新任國王。伊歐墨以為妹妹伊歐玟被安格馬巫王所殺，他憤怒地揮軍突進，很快就被半獸人圍攻。伊歐墨被自佩拉格趕來的亞拉岡救出，應驗了伊歐墨的預言：「讓我們的刀劍一同在戰場上閃出火花」。伊歐墨又陪同亞拉岡來到黑門參與最後的決戰。希優頓的葬禮完成後，伊歐墨留在米那斯提力斯協助進行重建，接著回到洛汗登基，成為第十八任洛汗國王。
魔戒聖戰之後，亞拉岡對所有有功的人進行封賞，卻沒有給伊歐墨賞賜，亞拉岡擁抱伊歐墨說：「我們之間沒辦法用那俗氣的賞賜和給予來評斷，因為我們是好兄弟。年少的伊歐從北方前來的正是時候，從來沒有任何的聯盟是這樣受祝福的，也從來沒有一方曾讓令一方失望，現在不會，將來也不會。」伊歐墨和亞拉岡又重申伊歐誓言，剛鐸及洛汗永結同盟。
伊歐墨被稱為伊歐墨·伊迪戈，「被祝福的」，因為在他的統治期間，洛汗在戰禍中恢復過來，成為富庶豐饒的土地。
伊歐墨還在剛鐸的時候邂逅多爾安羅斯領主印拉希爾（Imrahil）的女兒羅西瑞爾（Lothíriel），兩人成婚後生下一名兒子埃夫懷恩（Elfwine），第四紀元63年，埃夫懷恩繼位成為洛汗國王。梅里和皮聘在退休後應伊歐墨的要求來到洛汗，直至他去世。

## 改編描述
1978年雷夫·巴克西（Ralph Bakshi）的動畫電影《魔戒》裡，伊歐墨被描繪成叛徒。
在彼得·傑克遜執導的電影《魔戒》系列裡，伊歐墨由新西蘭演員卡爾·厄本（Karl Urban）飾演。在電影《魔戒二部曲：雙城奇謀》裡，他在遇到亞拉岡之前被巧言流放，忠於希優頓的驃騎都跟隨他。
在動畫及電影裡，伊歐墨在聖盔谷之戰的高潮部分與甘道夫一起出現，伊歐墨取代了小說裡陪同甘道夫增援的鄂肯布蘭德。
在電影《魔戒三部曲：王者再臨》，伊歐墨的角色大抵依隨原作。

## 外部連結
- 伊歐墨 中土百科全書

| 先前 希優頓 | 洛汗國王 | 其後 埃夫懷恩 |